# Japán kenderpálma

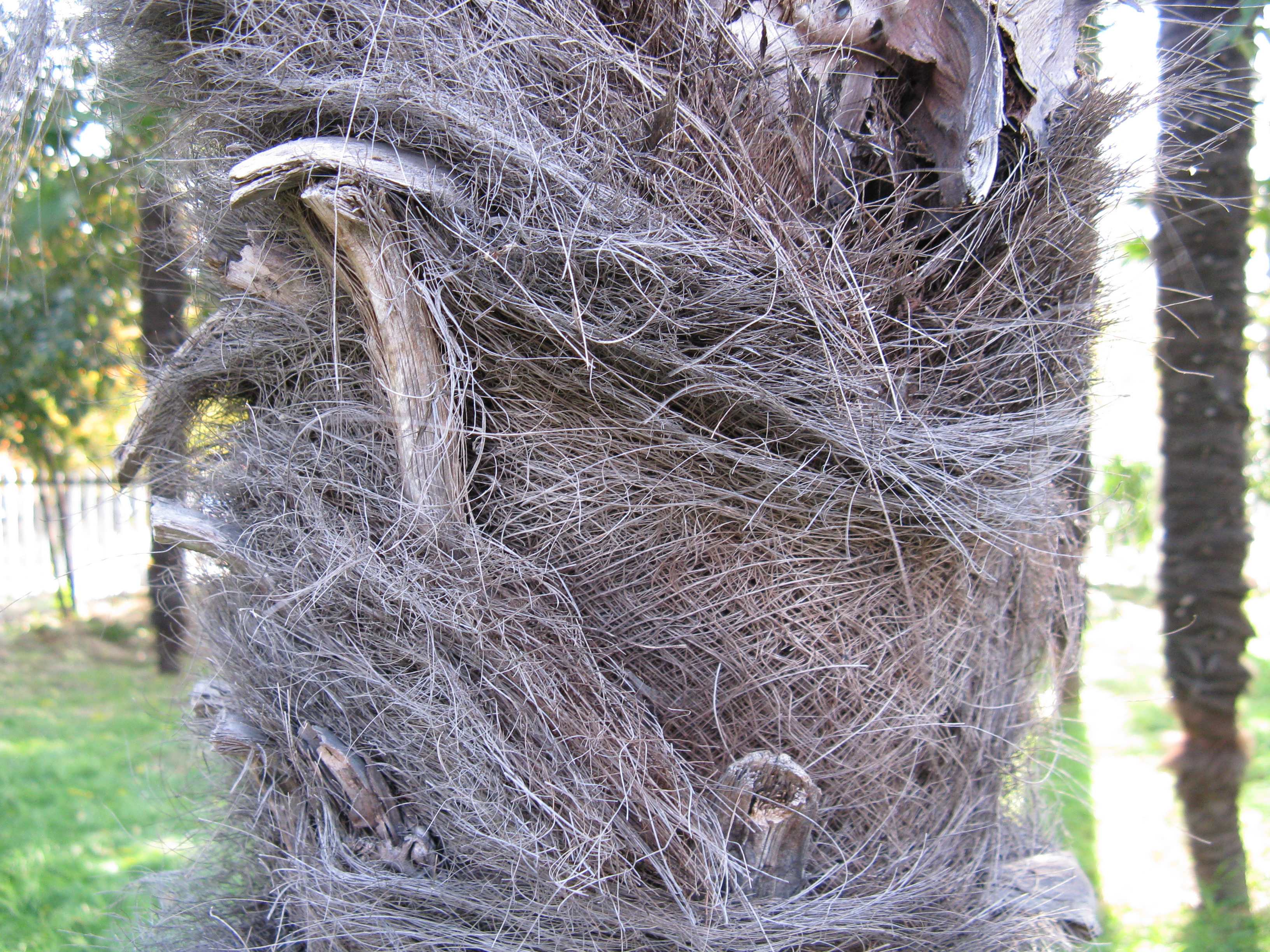
Japán kenderpálma törzse

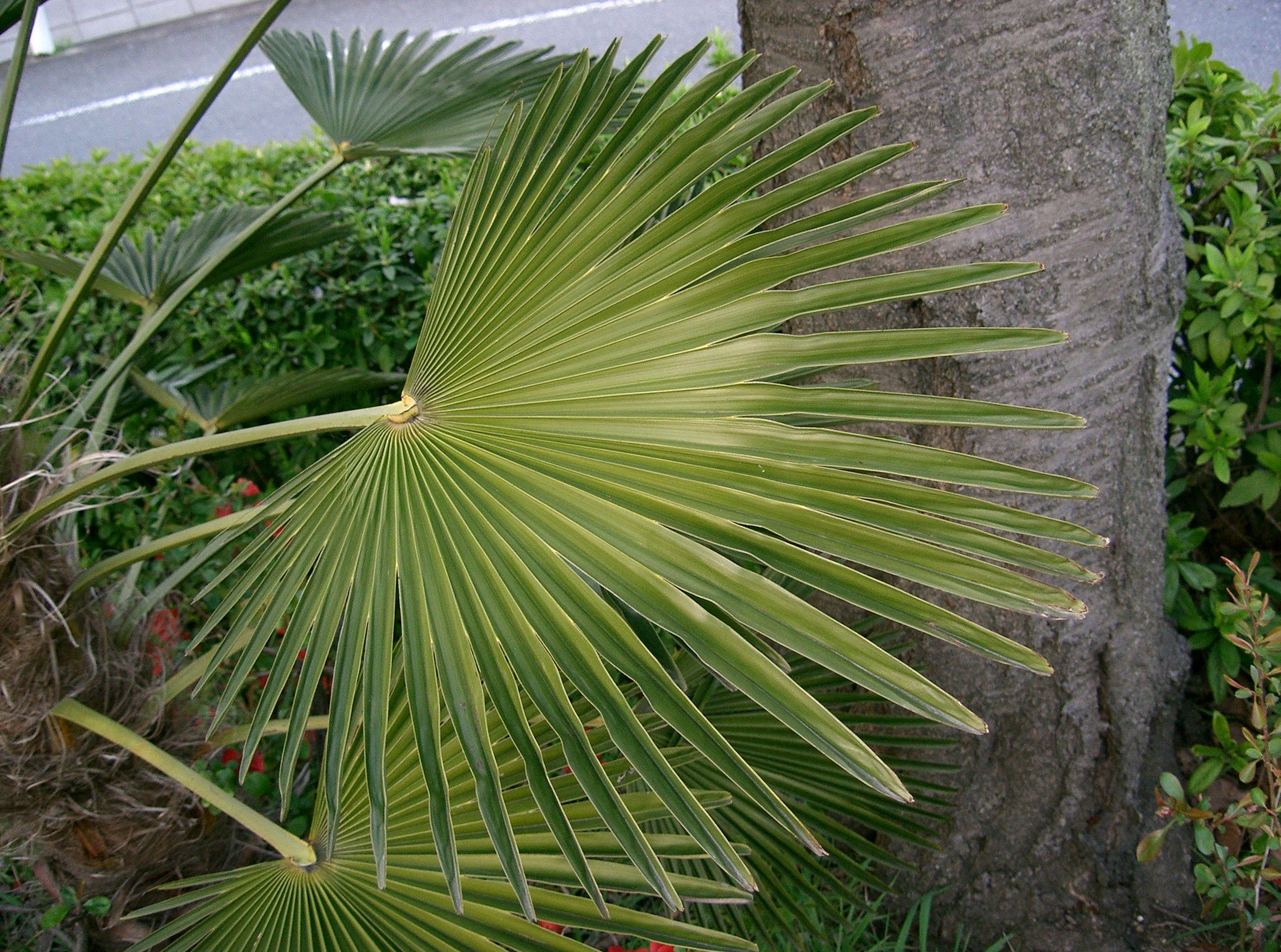
Japán kenderpálma levele

A japán kenderpálma (Trachycarpus wagnerianus) a pálmavirágúak (Arecales) rendjének Thrinacinae nemzetségcsoportjába tartozó  kenderpálma (Trachycarpus) nemzetség egyik, dísznövénynek is termesztett faja. Egyes rendszerezők a kínai kenderpálma változatának (Trachycarpus fortunei var. wagnerianus), illetve alfajának (Trachycarpus fortunei ssp. wagnerianus) tekintik. Tudományos nevét egyesek szerint a német származású Albert Wagner botanikusról, mások szerint a magyar Wágner Jánosról kapta.

## Származása, elterjedése
Valószínűsítik, hogy Japánból származhat: vadon termő példányai jóformán nincsenek, viszont a szigetországban már több száz éve termesztik. A világ számos országába gyűjtők és kereskedők vitték el.

## Megjelenése, felépítése
Hasonlít a jóval ismertebb kínai kenderpálmára (Trachycarpus fortunei), de kisebb termetű: 6 méternél magasabbra ritkán nő meg. Levelei is kisebbek, merevebbek és szabályosabbak, nyelük rövidebb, éppen ezért a szelet jobban tűri. A levél színe mélyzöldtől kékeszöldig változhat; ezzel egyesek szerint ez a legmutatósabb kenderpálma.
Magja sötétbarna, vese alakú.

## Életmódja
Fényigényes, de a tűző naptól óvni kell. 3–4 éves korában hirtelen növekedésnek indul, ezután megfelelően trágyázva és öntözve  évente akár 12 levelet is hozhat. Mivel viszonylag kicsi, lakásban is egyszerűbben tartható. A Kárpát-medencében a kiültetett példányokat télen védeni kell a csapadéktól, a törzs körül a talajtakaróval pedig a hidegtől is. A hideget nagyjából -16 °C-ig tűri.
Magjai könnyen, 8–12 hét alatt kicsíráznak. A kínai kenderpálmával keresztezhető.